# Michael von Scotti
Michael von Scotti (* 31. Mai 1941 in Idar-Oberstein) ist ein Generalmajor außer Dienst des Heeres der Bundeswehr.

## Leben
Von Scotti trat im April 1960 als Soldat auf Zeit mit einer Verpflichtungszeit von drei Jahren bei der Feldartillerie in die Bundeswehr ein. Bis 1963 erfolgte die Offizierausbildung und eine Verwendung als Zugführer. Mit Ablauf des März 1963 wurde er entlassen und im Oktober 1963 wiedereingestellt, worauf er Verwendungen als Zuführer und Batteriechef hatte.
Von 1972 bis 1974 absolvierte von Scotti den 15. Generalstabslehrgang Heer an der Führungsakademie der Bundeswehr in Hamburg, wo er zum Offizier im Generalstabsdienst ausgebildet wurde. Danach war er Stabsoffizier bei Northern Army Group in Mönchengladbach, von 1976 bis 1977 Lehrgangsteilnehmer in Fort Leavenworth in Kansas, anschließend bis 1979 G3 der Panzerbrigade 30 in Ellwangen, von 1979 bis 1980 Bataillonskommandeur des Panzerartilleriebataillons 65 in Stadtallendorf, von 1981 bis 1982 Referent bei P III 9 im Bundesministerium der Verteidigung in Bonn und von 1982 bis 1986 Referatsleiter im Führungsstab der Streitkräfte in Bonn.
Von Scotti war von Anfang April 1986 bis Ende März 1990 Brigadekommandeur der Panzerbrigade 8 in Lüneburg. Im Folgenden wurde er Chef des Stabes des II. Korps in Ulm und war von Oktober 1994 bis März 1995 stellvertretender Kommandierender General und Kommandeur Korpstruppen des II. Korps in Ulm.
Von April 1995 bis Ende Februar 1998 war er Divisionskommandeur der 13. Panzergrenadierdivision in Leipzig und anschließend Beauftragter Multinationales Korps Nord-Ost im Bundesministerium der Verteidigung. Seine letzte Verwendung hatte er ab dem 19. Februar 1999 als Amtschef des Personalamtes der Bundeswehr. Mit Ablauf des September 2001 wurde er in den Ruhestand versetzt.
Von Scotti ist verheiratet und hat zwei Kinder.

## Auszeichnungen
- Legion of Merit (Degree of Officer)[1]